# True Tears
True Tears (トゥルー　ティアーズ Turū Tiāzu?) es una novela visual de romance, desarrollada por La'cryma, en colaboración con Broccoli y Circus. Un juego para la PlayStation 2 fue lanzado el 13 de marzo de 2008. Se realizó también una adaptación a anime, estrenada a inicios de 2008, aunque su historia no está basada en el juego original.

## Argumento
True Tears narra la historia de un muchacho llamado Shinichirō Nakagami que tiene una habilidad como dibujante. Vive con sus padres, y con una compañera de clase, Hiromi Yuasa, luego de que los padres de ella fallecieran. Shinichirō la conoce desde que eran pequeños, pero siente que desde que ella vive allí, su actitud ha cambiado. En la escuela, conoce a una chica extraña llamada Noe Isurugi quien le hace una "maldición". Poco después, se acercará a ella y entablarán una amistad. Shinichirō también suele estar la mayoría del tiempo con sus dos amigos de infancia Miyokichi Nobuse y Aiko Endō. Aiko está enamorada de Shinichirō, pero él piensa que ella y su amigo Miyokichi tienen un profundo romance lo que hace que haya dificultades entre ellos.
La serie mayormente se centra en los sentimientos y en los problemas de los personajes aportando drama y romance a la historia.

## Personajes
Shinichirō Nakagami (仲上 眞一郎 Nakagami Shin'ichirō?)
Seiyū: Makoto Ishii
Shinichirō es un estudiante de secundaria superior que le gusta dibujar y trabaja en su cuaderno de arte. Vive con sus padres y con su amiga de infancia Hiromi Yuasa. Conoce en la escuela a Noe Isurugi con quien entablará amistad. Shinichirō está frustrado al no ver expresión alguna en el rostro de Hiromi, sin darse cuenta de que esto es debido a la presión que la madre de Shinichirō pone sobre ella.
Shinichirō y su familia conservan la tradición de bailar en los festivales, cosa que molesta enormemente al chico, dada su poca habilidad para el baile.
Shinichiro llega a tener algún sentimiento de amor hacia Noe pero finalmente se da cuenta de que la única persona que está en su corazón y a la que ama es a Hiromi.
Hiromi Yuasa (湯浅 比呂美?)
Seiyū: Kaori Nazuka
Hiromi es una chica que vive en la casa de Shinichirō y es su compañera de clase. Luego de que su padre muriese, pasó a vivir en la casa del chico. Sin embargo, a pesar de haber sido alegre, ella actúa fríamente desde que vive allí. En contraste, suele sonreír en la escuela y es una de las más populares. Ella es una jugadora muy buena en el equipo femenino de baloncesto, siendo la número 6. Está claro que Hiromi tiene un afecto hacia Shinichirō, pero decidió olvidar ese sentimiento cuando comenzó a vivir con él, debido, tal vez, al maltrato que recibe de la madre de este, pero finalmente se da cuenta de sus propios sentimientos y se declara a shinichiro unos capítulos más adelante shinichiro también se le declara a ella demostrándole que ella es la única en su corazón.
Noe Isurugi (石動 乃絵?)
Seiyū: Ayahi Takagaki
Noe Isurugi es una chica que estudia en la misma escuela que Shinichirō. Se conocieron cuando ella estaba trepada en un árbol buscando bayas para alimentar a un gallo llamado Raigomaru, y le pidió ayuda al chico para bajar. A ella le gustan los pollos, siendo la única cosa que al parecer le agrada. Varias veces dice que "ellos pueden volar", a pesar de que no sea verdad. Luego de que Raigomaru muriera a causa de un mapache, Noe empezará a sentirse triste, sin embargo no llora porque "su abuela se llevó sus lágrimas." Noe tiene un hermano mayor, Jun, quien participa en el equipo de baloncesto de otra escuela. Suele ser honesta hacia los demás, y por ello a veces daña los sentimientos de la gente a su alrededor, aunque a veces se culpa a sí misma por no interpretar de manera correcta los sentimientos de los demás, como Hiromi o su hermano Jun.
Aiko Andō (安藤 愛子?)
Seiyū: Yuka Iguchi
Aiko es una chica de un año mayor que Shinichirō que estudia en una escuela diferente. Mantiene una relación con Miyokichi Nobuse, amigo de Shinichirō, pero en realidad está enamorada del segundo. Aiko constantemente intenta acercarse a Shinichirō cuando se encuentran a solas para expresarle sus sentimientos, pero se contiene por miedo a lastimar los sentimientos de Miyokichi. Aiko ayuda a su familia trabajando en el Imagawayaki que tienen.
Miyokichi Nobuse (野伏 三代吉?)
Seiyū: Hiroyuki Yoshino
Miyokichi es el mejor amigo de Shinichirō, y se conocen desde pequeños. Suelen ir juntos a la tienda de Imagawayaki, donde trabaja Aiko, después de clases. Es novio de Aiko.
Tomoyo Kurobe (黒部 朋与?)
Seiyū: Tomomi Watanabe
Tomoyo  es amiga de Hiromi y también está en el equipo femenino de baloncesto de la escuela pero no es muy buena en ello. Apoya a Hiromi en todo momento, incluso cuando tuvo una reprimenda por el escándalo de la moto (episodio 9).
Padre de Shinichirō (眞一郎の父 Shin'ichirō no Chichi?)
Seiyū: Keiji Fujiwara
Él y el padre de Hiromi se llevaban muy bien. Luego de la muerte del segundo, decide adoptarla. A diferencia de su esposa, él respeta la privacidad de su hijo, diciendo "Shinichirō es Shinichirō". Además, considera a Hiromi como parte de la familia.
Madre de Shinichirō (眞一郎の母 Shin'ichirō no Haha?)
Seiyū: Rieko Takahashi
Ella quiere lo mejor para su hijo, y por una razón (que en la misma serie se explicará), tiene cierto odio contra Hiromi.
Jun Isurugi (石動 純?)
Seiyū: Yūki Masuda
Jun es el hermano mayor de Noe. Es el capitán del equipo de baloncesto de su escuela, y es el número 4. Él intenta entender los sentimientos de Noe, y le pide a Shinichirō que mantenga una relación con ella. Sin embargo, él le dice que a cambio debe salir con Hiromi. Tiene sentimientos incestuosos por su hermana, y esto lo obliga a irse de su lado para no seguir lastimándola a ella ni a él mismo.

## Adaptaciones

### Manga
Escrito por Asaki, True Tears se publica en la revista Comi Digi desde el 10 de diciembre de 2005. El manga continúa en publicación, ahora en la revista Comi Digi +.
| Volumen | ISBN                | Fecha de publicación en Japón |
| ------- | ------------------- | ----------------------------- |
| 01      | ISBN 978-4797339352 | 21 de diciembre de 2006       |

### Anime
Producida por P.A. Works, True Tears se transmitió ente el 6 de enero y el 29 de marzo de 2008, con un total de 13 episodios. Fue dirigido por Junji Nishimura. Aunque la serie se titula True Tears la historia es diferente a la del juego. Sin embargo, La'cryma, desarrolladores del juego, cedieron los créditos para tal adaptación.
| #  | Título                                                                                                 | Estreno               |
| -- | --- | --------------------- |
| 01 | «Porque... entregué mis lágrimas.» «Watashi... Namida, Agechatta Kara» (私…涙、あげちゃったから)       | 6 de enero de 2008    |
| 02 | «¿Qué es... lo que quiero?» «Watashi...Nani ga Shitai no...» (私…何がしたいの…)                        | 13 de enero de 2008   |
| 03 | «¿Qué pasó en la charla del otro día?» «Dō Natta? Konaida no Hanashi» (どうなった? こないだの話)       | 20 de enero de 2008   |
| 04 | «Bien, salpica la cara.» «Hai, Pachipachitteshite» (はい、ぱちぱちってして)                            | 27 de enero de 2008   |
| 05 | «Los metiches son unos tontos» «Osekkai na Otokonokotte Baka Mitai» (おせっかいな男の子ってバカみたい) | 3 de febrero de 2008  |
| 06 | «¿Qué tipo de broma... es esto?» «Sore...Nan no Jōdan?» (それ…何の冗談?)                               | 10 de febrero de 2008 |
| 07 | «Dímelo claro, escríbelo aquí» «Chanto Itte, Koko ni Kaite» (ちゃんと言って、ここに書いて)             | 17 de febrero de 2008 |
| 08 | «La ciudad donde no neva» «Yuki ga Futte Inai Machi» (雪が降っていない街)                              | 24 de febrero de 2008 |
| 09 | «No puede volar, ¿eh?» «Nakanaka Tobenai ne...» (なかなか飛べないね・・・)                             | 2 de marzo de 2008    |
| 10 | «Haré las cosas apropiadamente» «Zenbu Chanto Suru Kara» (全部ちゃんとするから)                        | 9 de marzo de 2008    |
| 11 | «la persona que te gusta» «Anata ga Sukina no wa Watashi Janai» (あなたが好きなのは私じゃない)         | 16 de marzo de 2008   |
| 12 | «De mis ojos que nada puedo ver...» «Nani mo Mitenai Watashi no Hitomi kara» (何も見てない私の瞳から)  | 23 de marzo de 2008   |
| 13 | «...tus lágrimas» «...kimi no Namida o» (・・・君の涙を)                                               | 30 de marzo de 2008   |

### Radio por Internet
Un programa de radio por internet llamado True Tears Kochira Tulip Hōsōkyoku (true tears こちらチューリップ放送局?), por la emisora Charradio, fue transmitida entre el 7 de diciembre y el 28 de diciembre de 2007 con cuatro episodios. Las presentadoras fueron Ayahi Takagaki, Kaori Nazuka, y Yuka Iguchi, seiyūs Noe Isurugi, Hiromi Yuasa, y Aiko Endō en el anime respectivamente — y fue producida por Bandai Visual y Lantis. Makoto Ishii, seiyū de Shinichirō en el anime, y el director, Junji Nishimura, fueron invitados en el programa.

### Banda sonora
Novela visual
- Opening: "Tears in Snow"

Interpretado por: Hiromi Satō
- Ending: "Kimi to Ashita e" (君とあしたへ?)

Interpretado por: yozuca*
Anime
- Opening: "Reflectia" (リフレクティア Rifurekutia?)

Interpretado por: Eufonius.
- Ending: "Lágrimas del mundo" (セカイノナミダ Sekai no Namida?)

Interpretado por: Aira Yuki